# Erdőkövesd, Heves
Erdőkövesd  este un sat în districtul Pétervására, județul Heves, Ungaria, având o populație de 689 de locuitori (2011). 

## Demografie
Componența etnică a satului Erdőkövesd
     Maghiari (86,67%)
     Romi (11,97%)
     Necunoscut (0,76%)
     Germani (0,61%)
     Alții (0,76%)
Componența confesională a satului Erdőkövesd
     Romano-catolici (66,33%)
     Fără religie (7,84%)
     Necunoscută (24,67%)
     Alte religii (1,16%)
Conform recensământului din 2011, satul Erdőkövesd avea 689 de locuitori. Din punct de vedere etnic, majoritatea locuitorilor (86,67%) erau maghiari, cu o minoritate de romi (11,97%). Apartenența etnică nu este cunoscută în cazul a 0,76% din locuitori.  Din punct de vedere confesional, majoritatea locuitorilor (66,33%) erau romano-catolici, cu o minoritate de persoane fără religie (7,84%). Pentru 24,67% din locuitori nu este cunoscută apartenența confesională.